# Királyok völgye 47

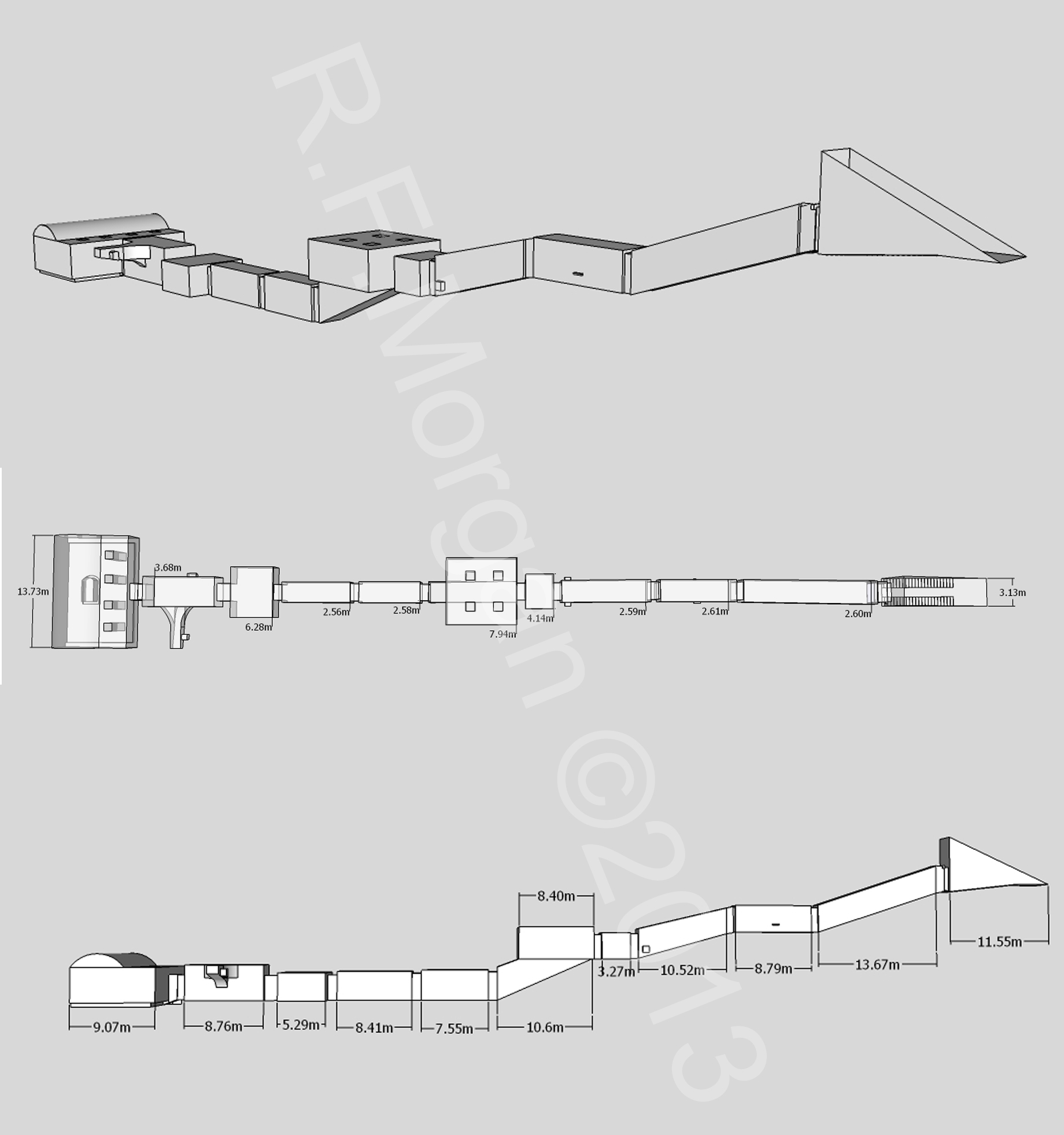
A sír izometrikus képe, alaprajza és oldalnézeti metszete egy 3D-modell alapján

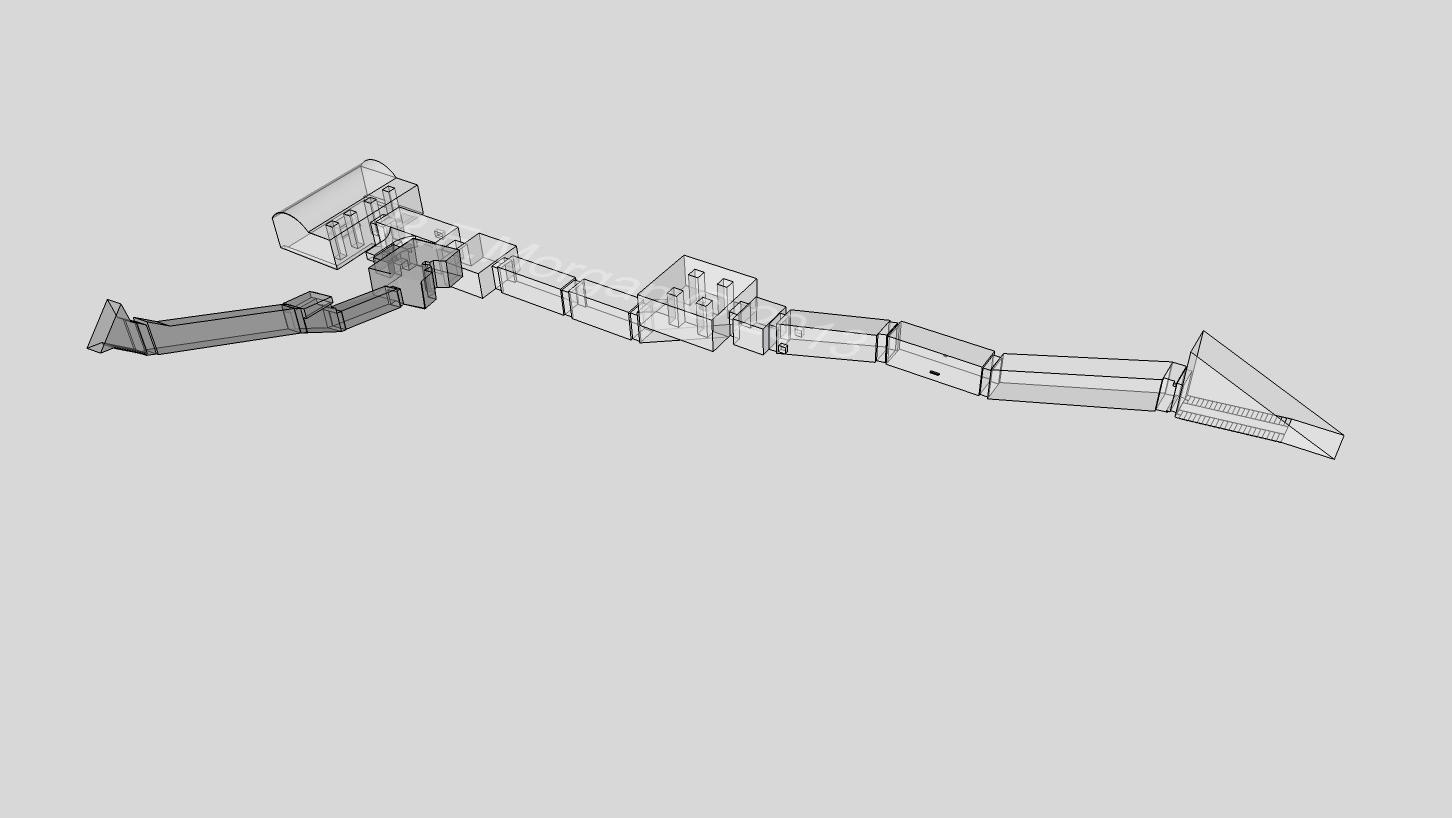
A KV47 ásása során véletlenül betörtek a KV32 sírba

A Királyok völgye 47 (KV47) egy egyiptomi sír a Királyok völgye keleti völgyében, a délnyugati vádi délnyugati ágában. Edward R. Ayrton fedezte fel 1905-ben. A sír a XIX. dinasztiához tartozó Sziptah fáraó számára épült, bár Sziptah múmiáját később áthelyezték a KV35-be, ahol Victor Loret már 1898-ban megtalálta.

## Leírása
A sír egyenes tengelyű, hossza 124,93 m, területe 3501,42 m². A bejárat után lépcső, majd három, különböző mértékben enyhén lejtő folyosó követi egymást. Ezután egy kisebb kamra, majd ebből egy nagyobb, oszlopos kamra következik. Innen újabb két, egymást követő folyosó után ismét egy négyszögletes kamra jön, majd egy átjáró a négyoszlopos sírkamrába, ahol a gránit szarkofág áll. Az átjáróból jobb- és baloldal felé is elkezdték tovább vájni a falat, ennek során beleütköztek a Királyok völgye 32-es sírba (Tiaa királyné sírjába), emiatt abbahagyták a további munkálatokat. Maga a sírkamra is befejezetlen, és a sír díszítése sem készült el, csak az első folyosók és az első kamra falára került vakolat. A bejárati lépcsőt követő első folyosót a Ré litániája díszíti, valamint az elhunyt fáraó ábrázolása Ré-Harahti társaságában, a második folyosót a Halottak könyve és a Ré litániája, a harmadikat pedig az Amduat könyvének jelenetei; a kapuk fölött napkorong és szárnyas Maat látható.

## Története
A sírba minden bizonnyal eltemették a rövid ideig uralkodó, fiatalon elhunyt fáraót, később azonban az ő múmiája is egyike lett annak a kilenc múmiának, amelyet a XXI. dinasztia idején átköltöztettek a sírrablók elől II. Amenhotep sírjába, a Királyok völgye 35-be. A KV47 sírt a harmadik átmeneti kor idején újrahasznosították, de már az ókorban kirabolták.
A sírt Edward R. Ayrton fedezte fel 1905. december 18-án. A felfedezésről és az ásatás eredményeiről az ásatást szponzoráló Theodore M. Davis jelentetett meg egy könyvet 1908-ban. 1907-ben Ayrton biztonsági okokból abbahagyta az ásatást; a sírkamráig nem jutott el. A feltárást Harry Burton folytatta 1912-13-ban, ő már a sírkamráig is eljutott. Ezt követően Howard Carter dolgozott a síron 1922-ben, majd a MISR Project: Mission Siptah-Ramses X 1999-től. Eleinte a leletek alapján úgy vélték, Sziptah anyját is ide temették, és Tiaa volt a neve, de valószínűbb, hogy a Tiaa nevet említő tárgyak csak akkor kerültek a sírba, amikor építése során áttörték a XVIII. dinasztiabeli, azonos nevű királyné sírjának a falát. Sziptah anyjaként egy reliefen egy Szutailja nevű hölgyet említenek.
1994 nyarán a Régészeti Tanács megtisztította, restaurálta a sírt, nagyrészt lecserélte az első oszlopos kamra vízkár miatt sérült oszlopait, deszka járólapokat fektetett le, üveglapokkal fedte a dekorációt, és új világítást épített ki a sírban, majd megnyitotta a látogatók előtt. A sír első része jó állapotú, a bejárati folyosókon túl azonban szerkezetileg károsodott.

## Galéria

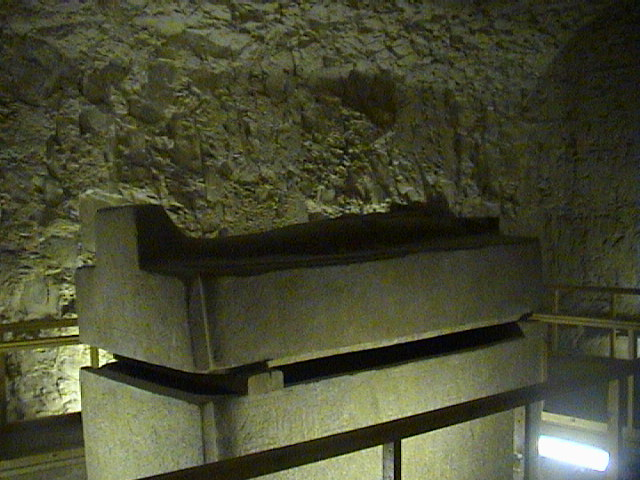
Sziptah szarkofágja
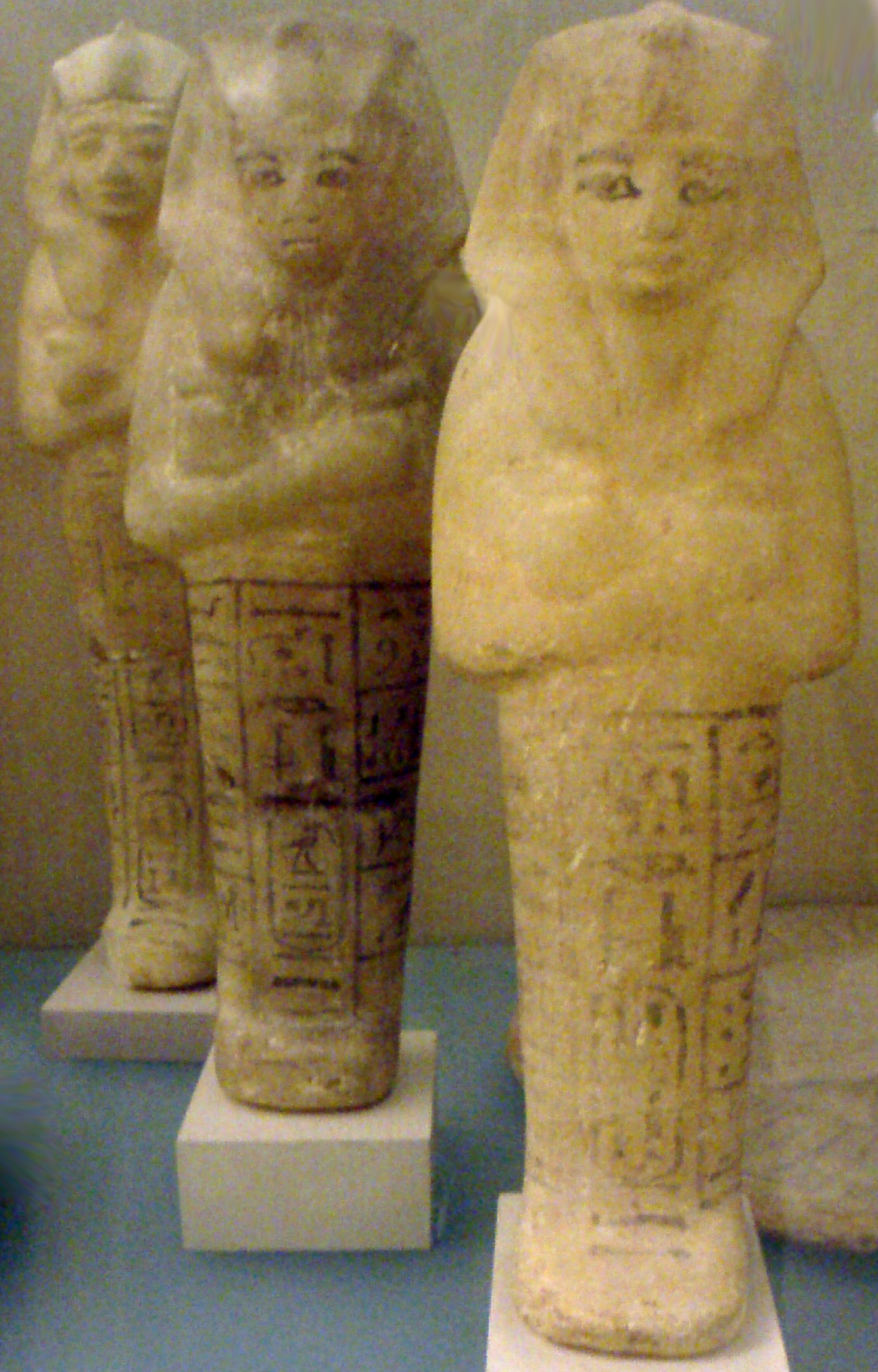
Usébtik a sírból (ma a New York-i Metropolitan gyűjteményében)
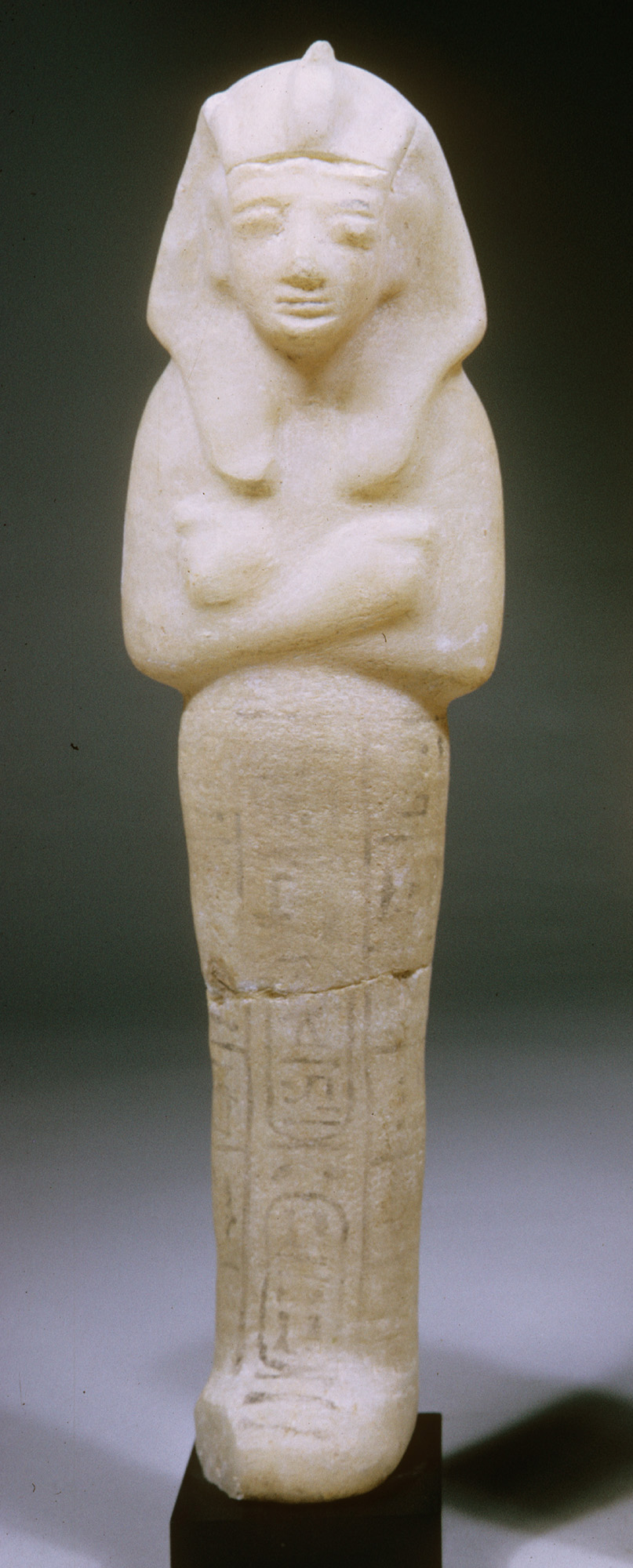
Usébti